# 최후의 유혹 (영화)
"최후의 유혹"은 한국에서 제작된 정창화 감독의 1953년 영화이다. 이민자 등이 주연으로 출연하였고 이준호 등이 제작에 참여하였다.

## 출연

### 주연
- 이민자
- 염석주
- 조항

## 기타
- 조명: 함완섭
- 녹음: 이경순